# Alpout (Goranboy)
Alpout è un comune dell'Azerbaigian situato nel distretto di Goranboy. Conta una popolazione di 1.070 abitanti.